# ГЕС Боргунд
ГЕС Боргунн (норв. Borgund kraftverk) – гідроелектростанція на півдні Норвегії за півтори сотні кілометрів на північний схід від Бергену. Знаходячись між ГЕС-ГАЕС Øljusjøen та малою ГЕС Елдреватн (4,9 МВт) з однієї сторони і ГЕС Стуване (38 МВт) з іншої сторони, входить до складу гідровузла у сточищі річки Lærdalsvassdraget, яка тече до Lærdalsfjorden (затока у глибині найбільшого в країні Согне-фіорду).
Станція має дві водозбірні системи – східну та західну. Перша починається із водосховища Eldrevatnet, створеного на річці Mørkedøla, лівій притоці Lærdalsvassdraget. Ця водойма має площу поверхні 3,5 км2 та корисний об’єм 27 млн м3, що забезпечується коливанням рівня між позначками 1105,5 та 1116 метрів НРМ (в тому числі на 7 метрів за рахунок здреновування нижче природного рівня). Для частини водосховища, котра раніше була озером Tjørni, мінімальний рівень відповідає колишньому природному та становить 1112,3 метрів НРМ.
Ресурс із кількох правих притоків Mørkedøla та із Oddedøla (інша ліва притока Lærdalsvassdraget) надходить до сховища Eldrevatnet через малу ГЕС Елдреватн (4,9 МВт). При цьому вище від неї розташовані два значних резервуари системи – Juklevatnet (корисний об’єм 18,6 млн м³) та Sulevatnet (корисний об’єм 18,4 млн м³).
Із Eldrevatnet на захід прямує тунель довжиною біля 14 км, який отримує додатковий ресурс із водозаборів на лівих притоках Mørkedøla річках Kjølåni, Stardøla та Heftingsdøla. Між першими двома водозаборами також наявне сполучення з відвідним тунелем ГЕС-ГАЕС Øljusjøen. Під час роботи останньої у насосному режимі ресурс із Eldrevatnet закачується до розташованого вище водосховища Øljusjøen.
У складі західної водозбірної системи знаходиться найбільше водосховище станції Vestre Flagrunnsvatnet, створене на річці Нівла, лівій притоці Lærdalsvassdraget. Воно має площу поверхні 6,4 км2 та корисний об’єм 40,1 млн м3, що забезпечується коливанням рівня між позначками 1458,5 та 1473,3 метра НРМ (в межах ділянки озера Kvevotni, тоді як для частини водосховища, котра раніше була озером Flogrunnvotni, мінімальний рівень становить 1467 метрів НРМ).
Траса водозбірного тунелю західної системи має довжину біля 20 км та проходить на більш низькому рівні, аніж Vestre Flagrunnsvatnet, ресурс з якого дренується природним шляхом по руслу Нівли. Тунель починається від водозабору на Dyrkollelvi, лівій притоці Нівли, та невдовзі після цього перетинає долину Нівли підхоплюючи із неї ресурс. Далі по трасі розташовані водозабори на Øydalselvi (права притока Нівли), Дюльма (Dylma, ще одна ліва притока Lærdalsvassdraget), Bjordøla та Skardøla (праві притоки Dylma).
У підсумку тунелі східної та західної систем з'єднуються перед водосховищем Vassetvatnet (корисний об’єм 7,7 млн м3), створеним на Vetlelvi (чергова ліва притока Lærdalsvassdraget, котра впадає між Mørkedøla та Дюльмою).
Із Vassetvatnet прокладено головний дериваційний тунель довжиною понад 3 км, який подає ресурс до машинного залу, розташованого в долині Lærdalsvassdraget. Основне обладнання станції становлять дві турбіни типу Пелтон загальною потужністю 212 МВт, які використовують напір у 874 метра та забезпечують виробництво 1084 млн кВт-год електроенергії на рік.
Відпрацьована вода по відвідному тунелю довжиною біля 3,5 км транспортується до водозбірної системи наступної станції гідровузла.